# Oxelaëre
 Oxelaëre là một xã ở trong tỉnh Nord ở miền bắc nước Pháp. Xã này có diện tích 4,72 kilômét vuông, dân số năm 1999 là 362 người. Xã nằm ở khu vực có độ cao trung bình 36 mét trên mực nước biển.